# Heidi Heitkamp
Mary Kathryn "Heidi" Heitkamp, född 30 oktober 1955 i Breckenridge i Minnesota, är en amerikansk demokratisk politiker. Hon representerade delstaten North Dakota i USA:s senat 2013–2019. Heitkamp var North Dakotas andra kvinnliga senator, efter Jocelyn Burdick, och den första kvinnan som valdes in i senaten från North Dakota.
Heitkamp har varit verksam som advokat. År 2001 blev hon direktör för Dakota Gasification.
Den 6 november 2018 förlorade Heitkamp sitt omval till Kevin Cramer.

## Biografi
Heitkamp föddes i Breckenridge, Minnesota, den fjärde av sju barn av Doreen LaVonne, en skolkock och Raymond Bernard Heitkamp, en vaktmästare och byggnadsarbetare. Heitkamp var uppvuxen i Mantador, North Dakota, och gick i lokala offentliga skolor. Hon fick en examen för företagsekonomi från University of North Dakota år 1977 och en juristexamen från Lewis och Clark Law School år 1980. Heitkamp praoade för den amerikanska kongressen år 1976 och i stats lagstiftaren år 1977.

## USA:s senat
I senatsvalet 2012 besegrade hon republikanen Rick Berg.

### Senatsvalet i North Dakota 2018
Heidi Heitkamp ställde upp för omval år 2018 för en andra mandatperiod som senator. Primärvalet för båda partier var den 12 juni 2018. Heitkamp vann lätt den demokratiska nomineringen med 100 procent av rösterna eftersom hon hade inga utmanare, och hon mötte kongressledamoten Kevin Cramer.
Den 6 november 2018, besegrades Heitkamp av Cramer som fick 55,4 procent medan Heitkamp fick 44,6 procent av rösterna.

## Politiska positioner
Heitkamp har beskrivits som en moderat demokrat. Hon anses vara en centrist och stöder ofta partiöverskridande lagstiftning. Enligt FiveThirtyEight, hade Heitkamp röstat i linje med president Donald Trumps positioner 54,8 procent av tiden. GovTrack placerar Heitkamp nära centrum av senaten som den tredje mest moderata demokraten och till höger om den republikanska senatorn Susan Collins.
Heitkamp har sagt att hon stödjer Keystone XL pipeline eftersom det kommer att skapa jobb, minskar amerikanskt beroende av utländsk olja från Mellanöstern och bidrar till att minska statsskulden.

### Relation med Donald Trump
I en juni 2017 profil, skrev Politico, "Washington är en överraskande mysig plats just nu för Heitkamp. Hon träffade Trump om en kabinettposition i december 2016, besökte Vita huset tre gånger sedan dess och talar regelbundet till Trumps stabschef Reince Priebus och Gary Cohn...Heitkamp är tydligt mer vänskaplig med Trump än hon var till president Barack Obama. Politico citerade senatorn Dick Durbin som sa att det är "ett fullständigt slöseri med tid" att försöka få Heitkamp att rösta med sitt parti när hon är fast besluten att göra något annat. "Hennes självständighet, och hennes närhet till Trump, kommer att bli en välsignelse om hon kandiderar igen," noterade Politico.

## Privatliv
Heitkamp är gift med Darwin Lange. De bor i Mandan och är föräldrar till två vuxna barn. Heitkamp överlevde bröstcancer år 2000.